# Est en Opijnen

Wapen van Est en Opijnen

Est en Opijnen is een voormalige Nederlandse gemeente in de provincie Gelderland.
De gemeente heette tot 1 januari 1818 Opijnen en omvatte op 1 januari 1812 de eerder zelfstandige dorpen Est en Opijnen. Per 1 januari 1978 ging de gemeente Est en Opijnen samen met de gemeenten Haaften, Waardenburg, Varik en Ophemert op in de nieuwe gemeente Neerijnen.